# Will to Power
Will to Power è il decimo album in studio del gruppo musicale svedese Arch Enemy, pubblicato l'8 settembre 2017 dalla Century Media Records.

## Descrizione
Si tratta del secondo album ad avere Alissa White-Gluz come cantante e il primo con Jeff Loomis alla chitarra. Will to Power, già dai primi giorni, risulta essere l'album di maggior successo della band: a poche settimane dalla sua uscita ha raggiunto le più alte vette in classifica mai raggiunte in 20 anni di carriera della band. Inoltre si differenzia dagli altri album della band in quanto per la prima volta nella storia della loro carriera viene utilizzata la voce pulita della cantante, come ad esempio in Reason to Believe.

## Tracce
1. Set Flame to the Night – 1:18 (musica: Michael Amott, Daniel Erlandsson)
2. The Race – 3:15 (testo: Alissa White-Gluz – musica: Michael Amott, Daniel Erlandsson)
3. Blood in the Water – 3:55 (testo: Michael Amott – musica: Michael Amott, Daniel Erlandsson)
4. The World Is Yours – 4:53 (testo: Michael Amott – musica: Michael Amott, Daniel Erlandsson)
5. The Eagle Flies Alone – 5:15 (Michael Amott)
6. Reason to Believe – 4:47 (testo: Michael Amott – musica: Michael Amott, Christopher Amott)
7. Murder Scene – 3:50 (testo: Alissa White-Gluz – musica: Michael Amott, Daniel Erlandsson)
8. First Day in Hell – 4:48 (testo: Alissa White-Gluz – musica: Michael Amott)
9. Saturnine – 1:09 (musica: Daniel Erlandsson)
10. Dreams of Retribution – 6:40 (testo: Michael Amott – musica: Michael Amott, Daniel Erlandsson, Christopher Amott)
11. My Shadow and I – 4:05 (testo: Alissa White-Gluz – musica: Michael Amott)
12. A Fight I Must Win – 6:37 (testo: Michael Amott, Alissa White-Gluz – musica: Michael Amott, Daniel Erlandsson)

Traccia bonus nell'edizione digipak
1. City Baby Attacked by Rats (Bonus Track - Charged G.B.H. cover)

## Formazione
Gruppo
- Michael Amott – chitarra solista e ritmica, arrangiamento
- Daniel Erlandsson – batteria, tastiera, programmazione, arrangiamento
- Sharlee D'Angelo – basso, arrangiamento
- Jeff Loomis – chitarra solista, arrangiamento
- Alissa White-Gluz – voce, arrangiamento

Altri musicisti
- Jens Johansson – tastiera (tracce 4, 9 e 10)
- Christopher Amott – tastiera e chitarra (traccia 6)
- Ulf Janson – arrangiamento e conduzione strumenti ad arco (traccia 12)
- Henrik Janson – arrangiamento e conduzione strumenti ad arco (traccia 12)
- Ulf Forsberg – violino (traccia 12)
- Christian Bergqvist – violino (traccia 12)
- Per Öman – violino (traccia 12)
- Ulrika Jansson – violino (traccia 12)
- Bo Söderström – violino (traccia 12)
- Torbjörn Bernhardsson – violino (traccia 12)
- Tony Bauer – viola (traccia 12)
- Riikka Repo – viola (traccia 12)
- Johanna Sjunnesson – violoncello (traccia 12)

Produzione
- Michael Amott – produzione
- Daniel Erlandsson – produzione, ingegneria parti di chitarra e basso
- Jens Bogren – missaggio, mastering
- Johan Örnborg – ingegneria della batteria
- Staffan Karlsson – produzione e ingegneria parti vocali

## Classifiche
| Classifica (2017) | Posizione massima |
| ----------------- | ----------------- |
| Australia         | 26                |
| Austria           | 6                 |
| Belgio (Fiandre)  | 11                |
| Belgio (Vallonia) | 15                |
| Canada            | 80                |
| Finlandia         | 2                 |
| Francia           | 22                |
| Germania          | 3                 |
| Giappone          | 1                 |
| Nuova Zelanda     | 10                |
| Paesi Bassi       | 11                |
| Regno Unito       | 37                |
| Repubblica Ceca   | 5                 |
| Scozia            | 24                |
| Spagna            | 17                |
| Stati Uniti       | 90                |
| Svezia            | 11                |
| Svizzera          | 5                 |